# Drottningholms Barockensemble
Le Drottningholms Barockensemble (ensemble baroque de Drottningholm) est un ensemble musical suédois créé en 1971, dont les musiciens jouent sur instruments d'époque.

## Présentation
L'ensemble de musique baroque de Drottningholm tient son nom du château de Drottningholm, près de Stockholm, résidence de la famille royale de Suède qui abrite un théâtre du XVIIIe siècle dans un état de conservation remarquable.
La formation, qui joue sur instruments d'époque, est créée par Lars Brolin en 1971.
L'effectif de base de l'ensemble est constitué d'un quintette à cordes et d'un clavecin mais peut s'élargir jusqu'à 35 musiciens en fonction du répertoire abordé.

## Discographie
- Recorder Concerti by Vivaldi, Sammartini & Telemann, Clas Pehrsson (sv), flûte à bec, Anders Öhrwall (sv), clavecin, 1982-1986, BIS Records
- Antonio Vivaldi, The Complete Works for the Italian Lute of this Period, Jakob Lindberg, luth, Monica Huggett, viole d'amour, Nils-Erik Sparf (sv), violon, 1985, BIS Records
- Vivaldi, Cantatas e Arias, Barbara Hendricks, soprano, CBS Records